# Dolingadreef
De Dolingadreef is een dreef in de Bijlmermeer in Amsterdam-Zuidoost.
Het eerste gedeelte van de verhoogde dreef, uitsluitend voor snelverkeer, werd geopend in 1971. De dreef verbindt de Bijlmerdreef in het westen van de Bijlmermeer met de Dalsteindreef in het noorden waar de dreef met een bocht naar rechts in overgaat. Verder kruist de dreef de Burgemeester Stramanweg en Daalwijkdreef. Tezamen met de Daalwijkdreef en Bergwijkdreef is de Dolingadreef de vervanging van de tussen Diemen en de Bijlmermeer verdwenen Ouderkerkerlaan. Voorts verving de Dolingadreef het gesloten gedeelte
van de Rijksstraatweg tussen de Bijlmermeer en Duivendrecht.
In tegenstelling tot bijvoorbeeld de Bijlmerdreef is de dreef nog voor het grootse deel half hooggelegen conform de uitgangspunten van het stedenbouwkundig plan van de Bijlmermeer. Oorspronkelijk waren vanaf de dreef geen rechtstreekse aansluitingen op de parkeergarages van de flats, deze waren bereikbaar vanaf de Bijlmerdreef en Daalwijkdreef. Deze zijn echter verdwenen en de auto's kunnen worden geparkeerd op het maaiveld waar later ter hoogte van de Burgemeester Stramanweg een afrit naar het maaiveld tussen Frissenstein en Daalwijk werd aangelegd. Na de Drostenburgbrug loopt de dreef sinds de bouw van de wijk Venserpolder eerste helft jaren 80 op maaiveldniveau door tot de Dalsteindreef.
Oorspronkelijk zou de dreef onder de goederenspoorlijn richting Watergraafsmeer en de metrobaan worden doorgetrokken en de goederenspoorlijn richting Duivendrecht gelijkvloers kruisen en eindigen bij de Van der Madeweg in Duivendrecht die toen nog geen aansluiting richting Diemen had. Na het gereed komen van de Gooiseweg kwam er een aansluiting op de Van der Madeweg en kon de Gooisehulpweg verdwijnen. Hierdoor werd de Dolingadreef voor het doorgaande verkeer tussen de Dalsteindreef en van der Madeweg nooit aangelegd.
Ten oosten van de dreef liggen in volgorde de (restanten) van de flatgebouwen Frissenstein en Daalwijk. Ten westen daarvan op de hoek met de Bijlmerdreef een groot kantoorgebouw van ING Groep dat het voormalige kantoor van de Koninklijke Bijenkorf Beheer heeft vervangen.
Onder meer  bus 41, 44 en 330 rijden over de dreef en hebben haltes die door middel van trappen met het maaiveld zijn verbonden. Het gedeelte tussen de Drostenburgbrug en Dalsteindreef heeft haltes op het maaiveld.
De dreef is bij een raadsbesluit van 20 januari 1971 vernoemd naar een "state" (Fries voor boerenhofstede) in Grouw in Friesland.

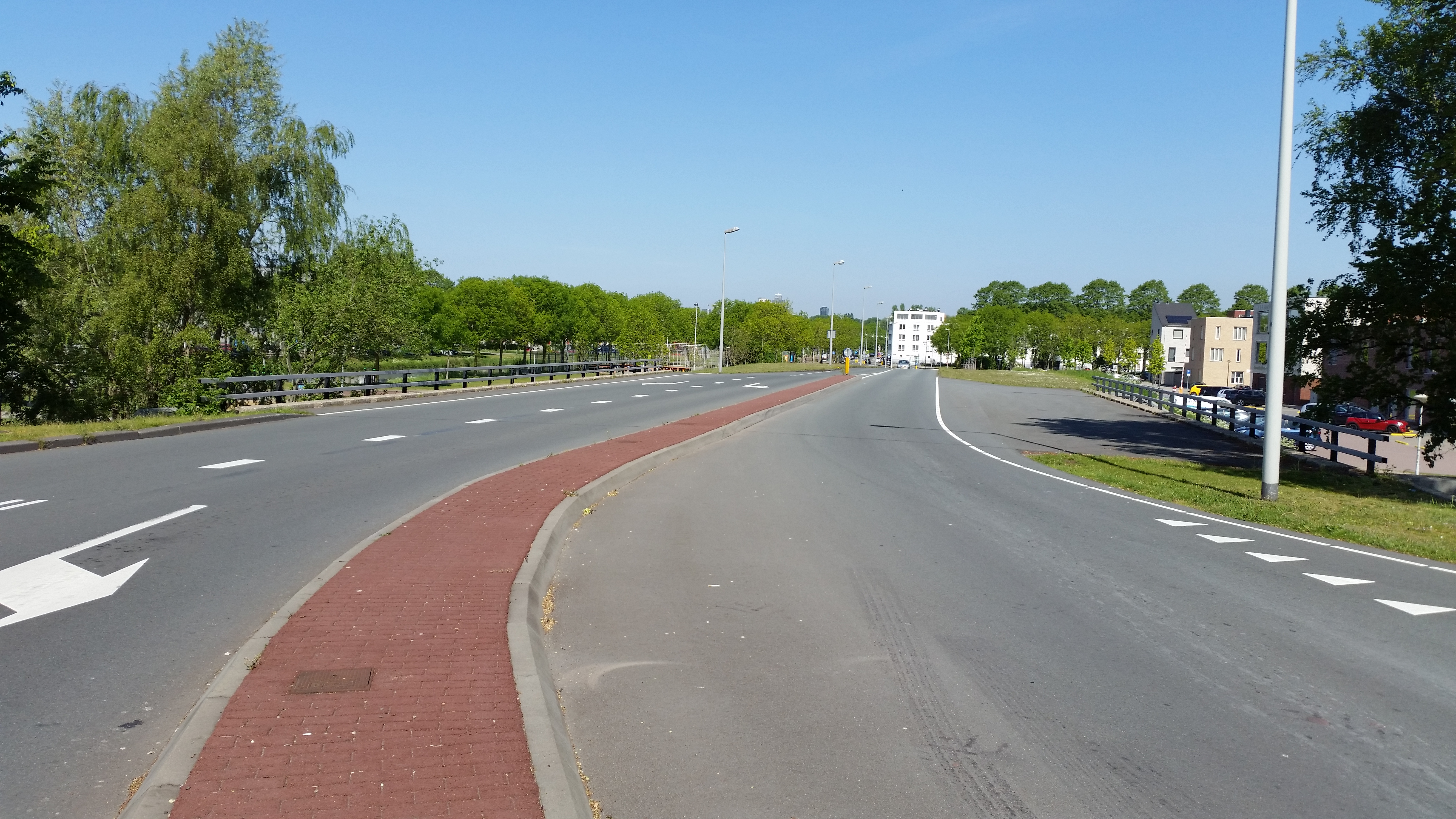
Dolingadreef vanaf brug 1246 richting noorden (mei 2020)